# ジャック・ヒンシェルウッド
ジャック・ヒンシェルウッド（Jack Hinshelwood, 2005年4月11日 - ）は、イングランド・ワージング出身のプロサッカー選手。プレミアリーグ・ブライトン・アンド・ホーヴ・アルビオンFC所属。ポジションはミッドフィールダー。

## 経歴

### クラブ
2012年にブライトン・アンド・ホーヴ・アルビオンの下部組織に入団し、16歳からは奨学金契約でユースカテゴリのキャリアを進んだ。
2023年4月14日、クラブと初のプロ契約を交わし、5月28日、リーグ最終節のアストン・ヴィラ戦に途中出場し、プロデビュー。
2023-24シーズン、第15節のブレントフォード戦で、この試合の決勝点となったプロ初ゴールを記録した。2024年4月9日には、2028年6月末までの契約延長に合意した。

### 代表
2023年からイングランドの世代別代表に選出され、UEFA U-19欧州選手権予選に出場。
2025年6月、UEFA U-21欧州選手権のメンバーに選出され、グループステージの初戦を除く5試合に出場し、イングランドはこの大会を制した。

## 家族
曽祖父のウォーリー・ヒンシェルウッド、祖父のポール・ヒンシェルウッド、父のアダム・ヒンシェルウッド、大伯父のマーティン・ヒンシェルウッド、従兄のダニー・ヒンシェルウッドは全員元プロサッカー選手である。

## 個人成績
| 国内大会個人成績 | 国内大会個人成績 | 国内大会個人成績 | 国内大会個人成績 | 国内大会個人成績 | 国内大会個人成績 | 国内大会個人成績              | 国内大会個人成績 | 国内大会個人成績 | 国内大会個人成績 | 国内大会個人成績 | 国内大会個人成績 |
| 年度             | クラブ           | 背番号           | リーグ           | リーグ戦         | リーグ戦         | リーグ杯                      | リーグ杯         | オープン杯       | オープン杯       | 期間通算         | 期間通算         |
| 年度             | クラブ           | 背番号           | リーグ           | 出場             | 得点             | 出場                          | 得点             | 出場             | 得点             | 出場             | 得点             |
| イングランド     | イングランド     | イングランド     | イングランド     | リーグ戦         | リーグ戦         | FLカップ                      | FLカップ         | FAカップ         | FAカップ         | 期間通算         | 期間通算         |
| ---------------- | ---------------- | ---------------- | ---------------- | ---------------- | ---------------- | ----------------------------- | ---------------- | ---------------- | ---------------- | ---------------- | ---------------- |
| 2022-23          | ブライトン       | 71               | プレミアリーグ   | 1                | 0                | 0                             | 0                | 0                | 0                | 1                | 0                |
| 2023-24          | ブライトン       | 41               | プレミアリーグ   | 12               | 3                | 1                             | 0                | 2                | 0                | 15               | 3                |
| 2024-25          | ブライトン       | 41               | プレミアリーグ   | 26               | 5                | 2                             | 0                | 3                | 0                | 31               | 5                |
| 通算             | イングランド     | イングランド     | プレミアリーグ   | 39               | 8                | 3\|\|\|0\|\|5\|\|0\|\|47\|\|8 |                  |                  |                  |                  |                  |
| 総通算           | 総通算           | 総通算           | 総通算           | 39               | 8                | 3\|\|\|0\|\|5\|\|0\|\|47\|\|8 |                  |                  |                  |                  |                  |

## タイトル

### 代表
U-21イングランド代表
- UEFA U-21欧州選手権（2025）[8]

### 個人
- ブライトン・アンド・ホーヴ・アルビオン シーズンん最優秀若手選手（2023-24）[10]